# NK Mursa-Zanatlija Osijek
NK Mursa nogometni je klub iz Osijeka.
Pod imenom Nk Mursa-Zanatlija djeluje od 1. srpnja 1993., a nastao je spajanjem dotada samostalnih, također amaterskih gradskih nogometnih udruga. Naime, NK Mursa je utemeljena 1971., a NK Zanatlija dvije godine kasnije - 1973. 
Na na skupštini kluba 28. rujna 2016. jednoglasnom odlukom ime kluba se vratiolo na prvobitno ime Nk Mursa.[nedostaje izvor]
Nakon Domovinskog rata, mijenjajući u nekoliko navrata stupanj natjecanja, "crveno-plavi" trenutačno se natječu u Liga NSO.
Dres kluba (i njegovih samostalnih prethodnika), koji odigrava utakmice kao domaćin na igralištu "Mačkamama", u raznim generacijama, nosili su i nogometaši dokazani i u višim ligama, kao što su: Danijel Almaši, Zdenko Anić, Mario Bajtl, Zdravko Čulinović, Dražen Husić, Ilija Ivković, Dražen Jajetić, Mario Kolovrat, Ante Lončar, Siniša Medenica, Mario Nikšić, Mario Perić, Miodrag Petričević, Slavko Petrović, Izet Redžepagić, Branko Ribarić, Vlado Trajković, Tomislav Vuletić i mnogi drugi.
Posebno ističemo Baranjce, u vrijeme njihova progonstva za Domovinskog rata.
Dok su djelovali samostalno, nogometaši Zanatlije upisali su dva zapažena dosega. Pod vodstvom trenera Darka Ružića, 1981. su se plasirali u MNL "Osijek – Donji Miholjac – Valpovo", a dvije godine kasnije (osim nastupa u finalu Kupa NSO Osijek, protiv Metalca) uzdigli su se stupanj više, u MNL "Osijek – Beli Manastir – Donji Miholjac – Valpovo – Vukovar". Trajno je zapamćen i pothvat "zanatlija" na Zimskom malonogometnom prvenstvu Osijeka, siječnja 1982, kad su osvojili prvo mjesto u natjecanju koje je okupilo sve osječke nogometne klubove.
Od igrača koji su igrali u Zanatliji, a kasnije napravili zapaženu karijeru, bez premca je internacionalac Dragan Vukoja, a najduži staž imao je neuništivi golgeter Bakir Terzić. Pravi kuriozitet je karijera koju je Dragomir Kamenov, nekad istaknuti branič Metalca, igrajući pet sezona za Zanatliju, zaključio kao 45-godišnjak !
Mursa je, pak, igrajući u općinskom stupnju svoj najveći uspjeh zabilježila 1983. kada je osvojila naslov prvaka i popela se stepenicu više.
Na trenerskoj klupi izmjenjivali su se sportski djelatnici s ugledom i izvan gradskih okvira, kao što su Vladimir Aubrecht, Stevo Drljača, Željko Ivković, Stjepan Kovač, Petar Kratil, Aleksandar i Zdravko Rupnik, Ivo Pavičić te Milenko Vojnović. Svi oni, u granicama objektivnih mogućnosti, pridonosili su, u raznim vremenskim periodima, građenju povijesti Murse, odnosno Zanatlije, te Murse-Zanatlije.
U razdoblju nakon Domovinskog rata, najveći uspjeh ostvaren je 2003, kad je osvojen Kup NS Osijek pod vodstvom trenera Milenka Vojnovića.
NK Mursa poznat je i po njegovanju tradicije organiziranja "Memorijala Gorana Zobundžije", u znak sjećanja na bivšeg igrača Murse i nekadašnjeg predsjednika Proletera (današnja Fortuna VNO).

U sezoni 2011./12. NK Mursa-Zanatlija je osvojila 1. mjesto u 2. županijskoj nogometnoj ligi. Time je klub stekao pravo da kroz dvije kvalifikacijske utakmice s baranjskim predstavnikom izbori plasman u 1. ŽNL, što je i ostvareno.

## Vanjske poveznice
- NK Mursa na Facebooku